# Alauiti

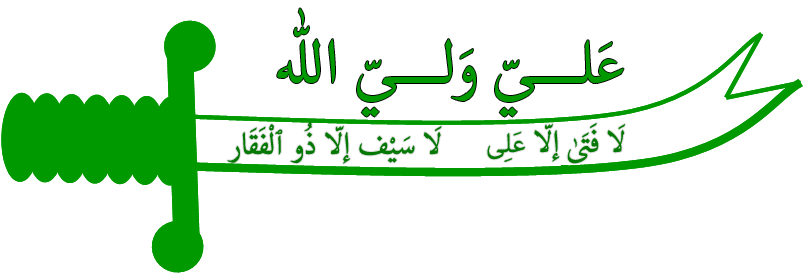
Zulfiqar, la Spada di Alì

Gli alauiti (in arabo علويون‎?) costituiscono un gruppo religioso del Medio Oriente di etnia araba, diffuso principalmente in Siria, Turchia e Libano, di derivazione islamica sciita. Gli alauiti hanno conquistato un ruolo dominante in Siria a partire dal 1970, quando Hafiz al-Asad, membro della comunità, divenne presidente del paese.

## Etimologia
Gli alauiti si fanno chiamare ʿalawī, termine riconosciuto dai francesi quando questi occuparono la regione nel 1920. Storicamente venivano chiamati nuṣayrī, nāmiriyya o anṣāriyya. Essi usano il termine ʿalawī per mostrare la loro reverenza ad ʿAlī, cugino e genero del profeta Maometto.

## Storia
L'origine degli alauiti è argomento di discussione. Secondo alcune fonti, essi erano in origine dei nusayri, una setta che troncò i propri legami con gli sciiti duodecimani nel IX secolo. Gli alauiti fanno risalire le loro origini all'undicesimo Imam, al-Ḥasan al-ʿAskarī (m. 873), e al suo pupillo Ibn Nuṣayr (m. 868). Nuṣayr si proclamò bāb o "porta" (rappresentante) dell'11º imam. La setta sembra sia stata organizzata da un seguace di Ibn Nuṣayr noto come al-Khaṣībī, che morì ad Aleppo attorno al 969. 

Il nipote di al-Khaṣībī, al-Ṭabarānī, si trasferì a Latakia sulla costa siriana dove elaborò il credo nusayri e, con i propri discepoli, convertì gran parte della popolazione locale. Oggi gli alauiti, pur rappresentando appena il 20% dell'intera popolazione siriana, costituiscono una minoranza religiosa politicamente assai potente.
Gli alauiti nacquero come movimento nel X secolo, durante la dinastia hamdanide di Aleppo; i suoi seguaci tuttavia furono cacciati quando la dinastia cadde, nel 1004. Nel 1097 i Crociati inizialmente li attaccarono, ma in seguito si allearono con loro contro gli ismailiti. Nel 1120 gli alauiti vennero sconfitti dagli ismailiti e dai Curdi, ma tre anni dopo combatterono con successo questi ultimi. Nel 1297 ismailiti e alauiti cercarono vanamente di negoziare una fusione.
Gli alauiti vennero perseguitati attivamente durante il dominio mamelucco, dal 1260 in poi. Apparentemente alcuni Turchi si convertirono e divennero alauiti. Dopo che questi attaccarono il villaggio ismailita di Masyaf, nel 1832, il Pascià di Damasco inviò le proprie truppe contro di loro.
Dopo la caduta dell'Impero ottomano, Siria e Libano vennero poste sotto Mandato francese. I francesi concessero autonomia agli alauiti e ad altri gruppi minoritari, per meglio controllare sunniti e sciiti duodecimani, e arruolarono gli alauiti nelle loro truppe coloniali. Durante il Mandato, molti capi tribù alauiti sposarono il concetto di una nazione alauita separata e cercarono di convertire la loro autonomia in indipendenza. Un territorio degli "Alaouites" venne creato nel 1925, e nel maggio 1930 venne costituito il governo di Latakia, che durò fino al 28 febbraio 1937.
Nel 1939 una parte della Siria nord-occidentale, il sangiaccato di Alessandretta, nell'odierna Provincia di Hatay, dove la maggior parte della popolazione era formata da alauiti, venne ceduto alla Turchia dai francesi, facendo infuriare la comunità alauita ed i siriani in generale. Zakī al-Arsūzī - il giovane capo alauita di Iskandarūn (Alessandretta), che guidò la resistenza all'annessione della sua provincia da parte dei turchi - divenne in seguito uno dei fondatori del partito Baʿth assieme a Michel Aflaq. 
Dopo la seconda guerra mondiale, quando le province alauite vennero unite con la Siria, i seguaci alauiti di Sulaymān al-Murshid cercarono di resistere all'integrazione. Egli venne catturato e impiccato a Damasco nel 1946 dal governo siriano, il cui Paese era recentemente diventato indipendente.
La Siria divenne indipendente il 16 aprile 1946. A seguito della Guerra arabo-israeliana del 1948 per il controllo della Palestina, la Siria passò attraverso una serie di colpi di stato militari nel 1949, l'ascesa del Partito Baʿth, e l'unificazione della nazione con l'Egitto nella Repubblica Araba Unita nel 1958. La RAU sopravvisse per tre anni e si dissolse nel 1961, quando un comitato militare segreto, che includeva diversi ufficiali alauiti insoddisfatti, tra cui Ḥāfiẓ al-Asad e Ṣalāḥ Jadīd, aiutò il Partito Baʿth a prendere il potere nel 1963. 
Nel 1966, gli ufficiali dell'esercito di orientamento alauita si ribellarono ed espulsero la dirigenza del vecchio Baʿth propenso ad accettare la guida di Michel ʿAflaq e Ṣalāḥ al-Dīn al-Bīṭār. Questi promossero Zakī al-Arsūzī come "Socrate" del loro ricostituito Partito Baʿth.
Nel 1970, l'allora colonnello dell'Aeronautica Militare Ḥāfiẓ al-Asad prese il potere e si batté per un "movimento correzionista" nel Partito Baʿth. Nel 1971 al-Asad divenne presidente della Siria. Lo status degli alauiti venne migliorato significativamente e nel 1974 l'Imam Musa al-Sadr - capo spirituale degli sciiti duodecimani del Libano e fondatore del partito Amal (Speranza) - proclamò l'accettazione degli alauiti come autentici musulmani. Fino a quel momento le autorità musulmane - sia sunnite sia sciite - si erano rifiutate di riconoscerli come musulmani e, di fatto, la massima parte del mondo sunnita e sciita rifiuta ancor oggi di riconoscere come confratelli di fede gli alauiti. 

Gli Asad sono stati vigili nel promuovere la tolleranza religiosa: fatto che speravano consentisse loro di meglio dominare un Paese a fortissima maggioranza sunnita.
Quest'ultima, dal canto suo, non apprezzò il potere dell'estrema minoranza alauita e i Fratelli Musulmani cercarono perciò di assassinare al-Asad il 25 giugno 1980, prendendo a pretesto l'eliminazione dalla Costituzione dell'articolo secondo il quale l'Islam era la "religione di Stato" e che il Presidente della Repubblica doveva essere musulmano. Asad rispose inviando nel 1982 le sue truppe migliori, al comando di suo fratello Rifāʿa, contro la roccaforte sunnita di Ḥamā. L'esercito siriano, all'atto pratico, eliminò i simpatizzanti dei Fratelli Musulmani nel "massacro di Ḥamā", durante il quale tra le 20 000 e le 30 000 persone vennero uccise. Dalla rivolta di Ḥamā, con la conseguente repressione, la Siria non ha più manifestato forme violente di opposizione al regime, fino all'inizio della Guerra civile siriana del 2011
Dopo la morte di Ḥāfiẓ al-Asad nel 2000, il figlio Baššār al-Assad ha mantenuto le linee guida del regime di suo padre. Anche se gli alauiti dominavano all'interno dei vertici militari e dei servizi segreti, il governo civile e l'economia nazionale erano sempre ampiamente guidate dai sunniti. Il regime di Asad fu attento a permettere a tutte le sette religiose di condividere il potere e l'influenza nel suo governo.

## Religione
Teologicamente gli alauiti odierni sostengono di essere sciiti duodecimani, ma tradizionalmente sono stati indicati dai non-alauiti come "estremisti" (ghulāt) e sono considerati al di fuori dell'Islam da buona parte della corrente principale dei musulmani (sunnita), a causa della loro quasi deificazione di ʿAlī b. Abī Tālib.
Queste notizie hanno il grande limite di non essere del tutto assodate, dal momento che la dottrina alauita è caratterizzata da un forte grado di esoterismo, rivelabile per successivi gradi a pochi iniziati, giudicati in grado di capirla nella sua intima essenza. Nel passato essa era tanto avversata dal mondo sunnita da incorrere nella proibizione di esprimere il suo credo e per questo gli alauiti nascosero la loro fede ricorrendo allo strumento della taqiyya.
Essi affermano infatti di essere dalla parte della Verità e che il loro mostrarsi come devoti dell'Islam sunnita o sciita è una specie di vestito puramente esteriore, mentre la sostanza del loro credo resta segreta.
Alcuni storici hanno affermato che le popolazioni alauite discendono dai popoli che abitavano la Siria prima della conquista islamica. Solo uno dei libri sacri degli alauiti, il Kitāb al-Majmū', è stato tradotto in francese e stampato. Questo avvenne a metà del XIX secolo, a Beirut, per opera di un alauita convertito al cristianesimo, che venne in seguito ucciso da un alauita per la sua apostasia. 
La dottrina alauita ha molte similitudini con l'Ismailismo. Come gli sciiti ismailiti, gli alauiti credono in un sistema di incarnazione divina, così come in una lettura esoterica del Corano. Contrariamente agli ismailiti, gli alauiti considerano però ʿAlī come una manifestazione (teofania) della divinità, che viene simbolizzata come una sorta di triade divina. Come tale, ʿAlī è il "Significato"; Maometto, che ʿAlī creò con la sua luce, è il "Nome"; e Salmān al-Fārisī il "Cancello". Il catechismo alauita è espresso nella formula: "Mi rivolgo al Cancello; mi inchino al Nome; adoro il Significato". Gli alauiti credono di essere i veri e migliori musulmani.
La dottrina alauita, essendo segreta e non accettando gli alauiti convertiti, non ha portato alla pubblicazione dei loro testi sacri. La gran parte degli alauiti conosce ben poco dei contenuti di essi o della loro teologia, che è custodita gelosamente da una ristretta cerchia di iniziati di sesso maschile. All'età di 18 o 20 anni tutti gli uomini alauiti ricevono poche ore di corso di iniziazione, ma da quel momento sta a loro decidere se vogliono o meno diventare studenti di religione, associarsi ad uno sceicco e cominciare li lungo processo di iniziazione e il corso di studi della religione.
Poiché solo un libro è stato tradotto, molti concetti vengono ripetuti pedissequamente, ma senza possibilità di effettuare alcun controllo critico. L'ultimo libro dello storico Hanna Batatu ha una breve ma affidabile sezione sulla dottrina alauita, la teologia ed i dibattiti recenti all'interno della comunità. Molti sceicchi importanti oggi rigettano gran parte della tradizione delineata nel Kitāb al-Majmūʿ. Quanto sincero sia questo rifiuto della bidʿa' (innovazione perniciosa) non v'è alcuna possibilità di sostenerlo, ma esso ha una lunga tradizione all'interno della comunità. I francesi cercarono di spingere i principali sceicchi alauiti a dichiarare la dottrina alauita come una religione distinta e non-musulmana, agli inizi degli anni 1920.
La dottrina alauita sembra basarsi su concetti gnostici e neoplatonici. Secondo la fede alauita, tutte le persone erano in origine delle stelle nel mondo della luce, ma caddero dal firmamento a causa della loro disobbedienza. Il mondo materiale è un luogo pieno di pericoli, nemici ed impurità. Il male essenziale di questa esistenza presente può essere evitato con l'aiuto del divino creatore. Ogni alauita ha nella sua anima una parte della luce del divino creatore, cui si può accedere, e che porta alla retta via e alla salvezza. I fedeli alauiti credono che si dovranno trasformare o rinascere sette volte prima di tornare ad avere un posto tra le stelle, dove ʿAlī è il principe. Se meritevoli di biasimo, essi rinascono talvolta come cristiani o giudei, tra i quali rimarranno fino a quando l'espiazione sarà completa. Gl'infedeli rinascono direttamente come animali.
A causa della natura altamente sincretistica della dottrina, alcuni studiosi hanno sostenuto che alcuni elementi e pratiche dell'alauismo sarebbero in parte correlati ad alcuni elementi del cristianesimo, tra i quali un concetto trinitario, il consumo del vino come possibile forma di comunione e il riconoscimento del Natale.
Anche se gli alauiti riconoscono i cinque pilastri dell'Islam, essi li considerano doveri simbolici e pochi li seguono, motivo questo che ha portato buona parte dei sunniti a considerare eretici gli alauiti. Gli sforzi di Ḥāfiẓ al-Asad di portare i suoi correligionari all'interno della corrente principale dell'Islam, compresero la costruzione di moschee nelle principali città alauite. Dei chierici alauiti riformatori hanno incoraggiato i correligionari a pregare regolarmente ed a seguire i principi base dell'Islam. Baššār al-Asad ha imitato il padre nel suo intento di "sunnitizzare" l'Alauismo e gli sceicchi alauiti sono incoraggiati a negare la divinità di 'Alī ed a proclamarsi duodecimani.
L'insistenza sul conformismo ha portato a ricche ricompense politiche. Gli alauiti godono così di tutti i diritti dei musulmani in Siria e con i due Asad reggono addirittura da decenni l'incarico di Presidente della Repubblica, che deve essere ricoperto da un musulmano secondo la costituzione, senza trascurare i favoritismi loro concessi dagli ultimi due Presidenti della Repubblica. Cionondimeno, gli alauiti hanno pagato un duro prezzo per tale successo, negando la loro distintiva tradizione religiosa. In buona sostanza hanno infatti rinunciato (almeno formalmente) ai tratti distintivi della loro dottrina.
Gli alauiti che hanno speculato sul successo di questo "baratto" sono notevolmente più ottimisti circa la percentuale di siriani sunniti che li considerano musulmani, di quanto non sia la componente drusa della popolazione siriana. Diversi studi sostengono che il 50% o più dei sunniti siriani accettano gli alauiti come musulmani. La motivazione che gli alauiti propongono per il loro successo politico è quella di aver dimostrato più dei drusi la loro "islamicità". Una nativa di Latakia, una donna alauita sui trent'anni con una istruzione avanzata, ha dato la seguente spiegazione:
Il Gran Mufti di Gerusalemme Amin al-Husseini formulò una fatwa che riconobbe gli alauiti come parte della comunità musulmana.
Recentemente, sono nate iniziative per avvicinare l'alauismo all'Islam sciita duodecimano tramite programmi di scambio tra la Siria e Qom.
Nel 2016, secondo molte fonti internazionali, un non specificato numero di leader della comunità alauita avrebbe formulato una "Dichiarazione di riforma identitaria". Il manifesto dichiara l'alauismo come una corrente dell'Islam, rigettando però l'incorporazione nell'Islam sciita duodecimano.
Oggi gran parte degli alauiti conosce solo i principi dell'Islam sunnita perché vengono loro insegnati nelle lezioni obbligatorie di religione durante la scuola dell'obbligo. I testi scolastici siriani non fanno menzione della parola "alauita" né fanno riferimento alla diversità di credo e di pratica religiosa islamica. L'introduzione del sistema scolastico statale nella regione alauita, durante gli ultimi 50 anni, ha trasformato l'identità religiosa degli alauiti. Anche se sanno di essere differenti dai sunniti, non sanno esattamente in che modo lo sono. Per la maggior parte degli alauiti, la distintività della loro dottrina ruota attorno alle cerimonie religiose popolari in cui s'impegnano le loro famiglie, che includono le visite annuali ai sacrari dei santi (cosa biasimata dall'Islam sunnita), il "sacrificio del montone" il 10 dhu l-hijja e l'indossare talismani.
Tradizionalmente gli alauiti hanno cinque sotto-sette; Ghaybiyya, Haydariyya, Murshidiyya (da Sulayman al-Murshid), Shamsiyya (setta del Sole) e Qamariyya (setta della Luna). Le sette hanno una suddivisione tribale. Oggi, si trovano pochi alauiti che sanno cosa significhino queste sette. Anche se molti giovani alauiti continuano ad identificarsi nella loro tribù, non si tende per forza d'abitudine a sposarsi all'interno di essa, e a livello sociale le tribù stesse hanno poco significato. In politica questo può non essere vero. Evidentemente gli Asad si impegnano molto per assicurarsi che le differenti tribù siano rappresentate equamente nei posti di vertice dell'esercito, allo stesso modo in cui cercano di spartire gli incarichi governativi tra i vari gruppi etnici e religiosi della Siria.

### Popolazione

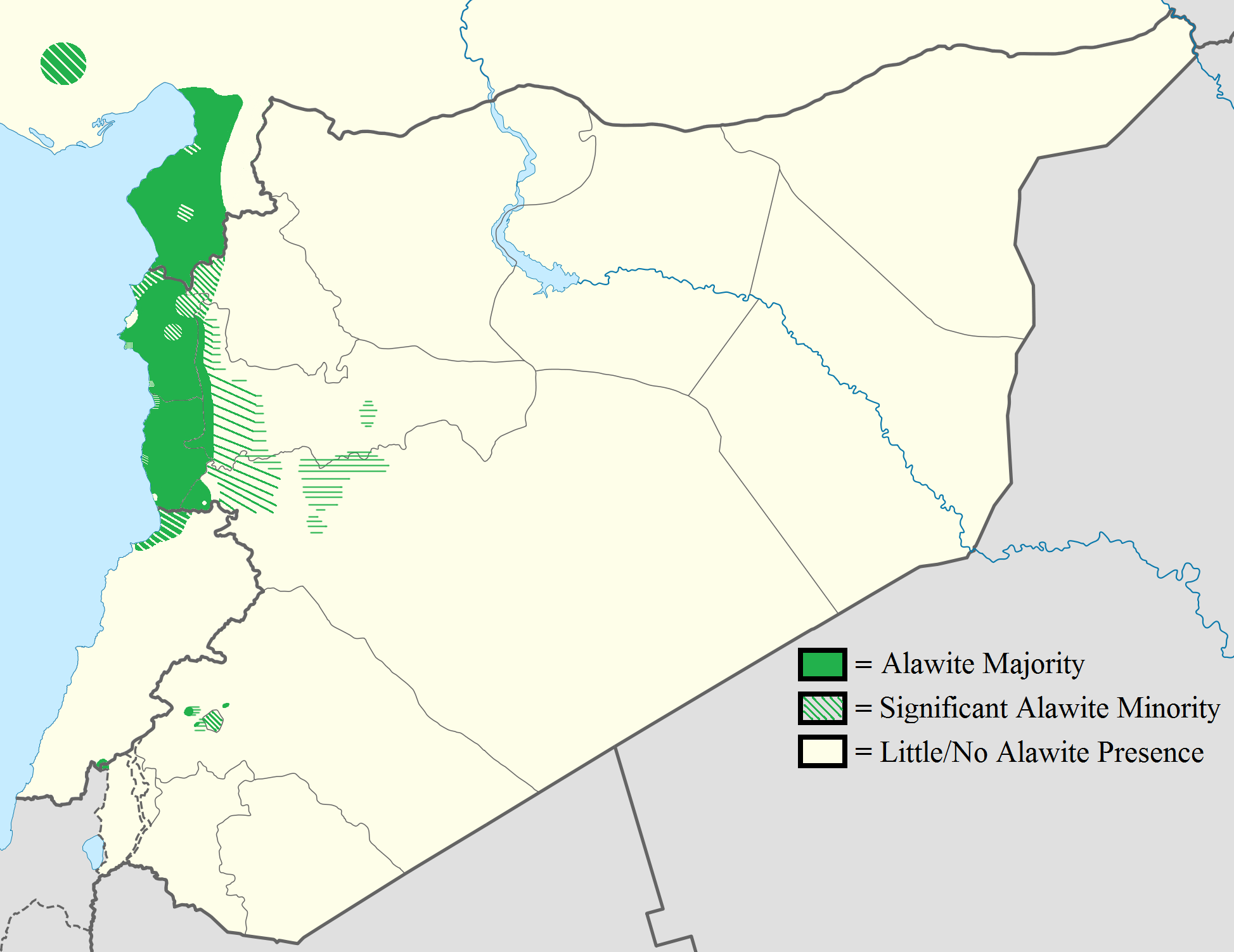
Distribuzione degli alauiti nel Levante.

In Siria, gli alauiti vivono nelle montagne lungo la costa del mar Mediterraneo. Laodicea e Tartus sono le città principali della regione. Si concentrano inoltre nelle piane attorno a Hama e Homs. Oggi gli alauiti vivono in tutte le principali città della Siria. Stime sul loro numero esatto variano tra 5 e 6 milioni, ovvero circa il 20% della popolazione siriana.
Ci sono invece meno di 200.000 alauiti in Libano (specialmente concentrati nell'ʿAkkār e a Tripoli), mentre ancor meno vivono nelle regioni di Hatay, Adana e Mersin, nella Turchia meridionale.
Gli alauiti non devono essere confusi con gli aleviti della Turchia, malgrado il loro nome sia assai simile. Gli aleviti turchi discendono infatti dai Kizilbāsh, una diramazione sciita-sufi fortemente connessa al primo movimento safavide in Persia (XVI secolo), che ha poco in comune con il movimento dei nusayri, di cui fanno parte gli alauiti.